# Idaea improbata
Idaea improbata är en fjärilsart som beskrevs av Otto Staudinger 1898. Idaea improbata ingår i släktet Idaea och familjen mätare. Inga underarter finns listade i Catalogue of Life.